# Kozelník
Kozelník (ungarisch Zólyomkecskés – 1888–1907 Kecskés und bis 1888 Kozelnik) ist eine Gemeinde in der Mitte der Slowakei mit 174 Einwohnern (Stand 31. Dezember 2024), die zum Okres Banská Štiavnica, einem Kreis des Banskobystrický kraj gehört.

## Geographie
Die Gemeinde befindet sich in den Schemnitzer Bergen im engen Tal des Flüsschens Jasenica. Das umliegende Gemeindegebiet ist überwiegend ein Andesit-Bergland. Das Ortszentrum liegt auf einer Höhe von 390 m n.m. und ist 15 Kilometer von Banská Štiavnica sowie 18 Kilometer von Zvolen entfernt.
Nachbargemeinden sind Hronská Breznica im Norden, Ostrá Lúka im Nordosten, Bacúrov im Osten, Dubové im Südosten, Banská Belá im Südwesten und Močiar im Westen.

## Geschichte
Kozelník wurde zum ersten Mal 1424 als Porwba schriftlich erwähnt, als es Teil des Herrschaftsgebiets der Burg Dobrá Niva war. Die Gründung erfolgte wahrscheinlich im frühen 15. Jahrhundert im Zusammenhang mit einem Eisenerzbetrieb im benachbarten Ort Hronská Breznica. Der heutige Name wurde 1553 in der Form Kozelnik erwähnt. Zwischen 1582 und 1668 war Kozelník tributpflichtig gegenüber dem Osmanischen Reich. Im 17. Jahrhundert gründete die Bergkammer eine Eisenhütte, die die Einwohner von Kozelník mit Holzkohle versorgten. Des Weiteren erhob man beim Ort Wegzoll am Übergang vom Komitat Sohl in das Komitat Hont und umgekehrt. 1828 zählte man 35 Häuser und 247 Einwohner, die als Köhler, Landwirte und Waldarbeiter beschäftigt waren.
Bis 1918 gehörte der im Komitat Sohl liegende Ort zum Königreich Ungarn und kam danach zur Tschechoslowakei beziehungsweise heute Slowakei. In der ersten tschechoslowakischen Republik waren Forst- und Landwirtschaft Haupteinnahmequellen.

## Bevölkerung
| Jahr                | 1994 | 2004    | 2014     | 2024    |
| ------------------- | ---- | ------- | -------- | ------- |
| Anzahl der Personen | 213  | 205     | 177      | 174     |
| Unterschied         |      | −3,75 % | −13,65 % | −1,69 % |

| Jahr                | 2023 | 2024    |
| ------------------- | ---- | ------- |
| Anzahl der Personen | 167  | 174     |
| Unterschied         |      | +4,19 % |

Gemäß der Volkszählung 2011 wohnten in Kozelník 185 Einwohner, davon 183 Slowaken. Zwei Einwohner machten keine Angabe zur Ethnie.
87 Einwohner bekannten sich zur Evangelischen Kirche A. B., 69 Einwohner zur römisch-katholischen Kirche sowie jeweils ein Einwohner zur evangelisch-methodistischen Kirche und zur griechisch-katholischen Kirche. 15 Einwohner waren konfessionslos und bei 10 Einwohnern wurde die Konfession nicht ermittelt.

## Bauwerke und Denkmäler
- Reisegasthaus im Barockstil aus dem Ende des 18. Jahrhunderts
- Glockenturm
- Herz-Jesu-Kapelle mit der Bauform eines Schiffs aus dem Jahr 2006[6]

## Verkehr
Durch Kozelník passiert die Straße 1 Ordnung 51 zwischen Banská Štiavnica und Hronská Breznica. Der Ort besitzt eine Haltestelle an der Bahnstrecke Hronská Dúbrava–Banská Štiavnica.